# Lake Face Creek Falls
Die Lake Face Creek Falls sind ein Wasserfall in der  Region Otago auf der Südinsel Neuseelands. Er liegt im Lauf des Lake Face Creek, der unweit hinter dem Wasserfall und einige Kilometer südlich der Ortschaft Glenorchy sowie gegenüber von Pigeon Island in den Lake Wakatipu mündet. Seine Fallhöhe beträgt rund 35 Meter.
Von einem Besucherparkplatz 37 km hinter Queenstown an der Glenorchy Queenstown Road in Richtung Glenorchy führt eine Wanderung in etwa 15 Minuten zum Wasserfall.